# Lemboglossum
Lemboglossum é um género botânico pertencente à família das orquídeas (Orchidaceae).